# Friedrich Meuring
Friedrich Wilhelm Meuring (* 6. Juni 1882 in Amsterdam; † 28. Mai 1973 in Haarlem) war ein niederländischer Schwimmer.

## Karriere
Meuring nahm 1908 an den Olympischen Spielen in London teil. Hier scheiterte er im Wettbewerb über 400 m Freistil im siebten Vorlauf am Halbfinaleinzug. Für die Disziplin 1500 m Freistil war der Schwimmer ebenfalls gemeldet, trat aber nicht an.